# وندا اورلیکاسکی
وندا اورلیکاسکی(به انگلیسی Wanda Orlikowski) نظریه‌پرداز مطالعات سازمان و محقق سیستم‌های اطلاعاتی و استاد کرسی مطالعات فناوری و سازمان آلفرد پی اسلون در دانشکده مدیریت دانشگاه‌ام آی تی است.

## کارها

### راه‌های جدید مواجهه با مادیت در تحقیقات سازمان
در کارهای اخیرش، اورلیکاسکی استدلال می‌کند که طریقه ابتدایی مواجهه ما با مادیت در سازمان‌ها مشکل دارد و رویکرد بدیلی پیشنهاد می‌دهد که بیان می‌کند مادیت برساختی از زندگی روزمره است. این کار از رئالیسم عاملی کارن باراد و مفهوم جامعه مادگی که از کار لوسی ساچمن و آنه ماری مول تأثیر پذیرفته‌است.

## جوایز
اورلیکاسکی به خاطر مقاله‌اش با عنوان «یادگیری از یادداشت‌ها:مسائل سازمانی در پیاده‌سازی جمع افزار» برنده جایزه تأثیر درازمدت از کنفرانس ACM CSCW در سال ۲۰۱۵ شد.